# Jacob Gurevitsch
Jacob Gurevitsch (født 1972) er en dansk guitarist.
Jacob Gurevitsch, der er opvokset i Havnbjerg på Als, flyttede i 1993 til København, hvorefter han gennemførte solistuddannelsen på Rytmisk Musikkonservatorium.
Han har turneret med blandt andet The Savage Rose, hvor han spillede spansk guitar og har gennem mange år også været en del af The Antonelli Orchestra, der er kendt fra Vild med dans og Toppen af Poppen. Blandt øvrige kunstnere, han har spillet med, er Erann DD, Jokeren, MØ, Grace Jones, Mads Langer og Søs Fenger.
I 2015 udgav han sin første soloplade, 'Lovers In Paris', der med 59 millioner visninger på YouTube gør ham til en af de mest streamede guitarister i verden.